# 2000 DV86
2000 DV86 är en asteroid i huvudbältet som upptäcktes den 29 februari 2000 av LINEAR i Socorro County, New Mexico.
Asteroiden har en diameter på ungefär 4 kilometer.